# Neophaenis aurea
Neophaenis aurea là một loài bướm đêm trong họ Noctuidae.